# أرثينيغا
بلدية أرثينيغا (بالإسبانية: Arceniega) هي بلدية تقع في مقاطعة ألافا التابعة لإقليم الباسك شمال إسبانيا.

## الديموغرافيا
يبلغ عدد سكان بلدية أرثينيغا 1.843 نسمة عام 2011 (وفقاً للمعهد الوطني للإحصاء الإسباني).
| 1.293 | 1.338 | 1.339 | 1.499 | 1.702 | 1.818 | 1.843 |